# Смирния европейская
Сми́рния европе́йская, или Смирния овощна́я (лат. Smýrnium olusátrum), — двулетнее травянистое растение семейства Зонтичные (Apiaceae). Английское общеупотребительное название растения — horse parsley («конская петрушка»).

## Ботаническое описание

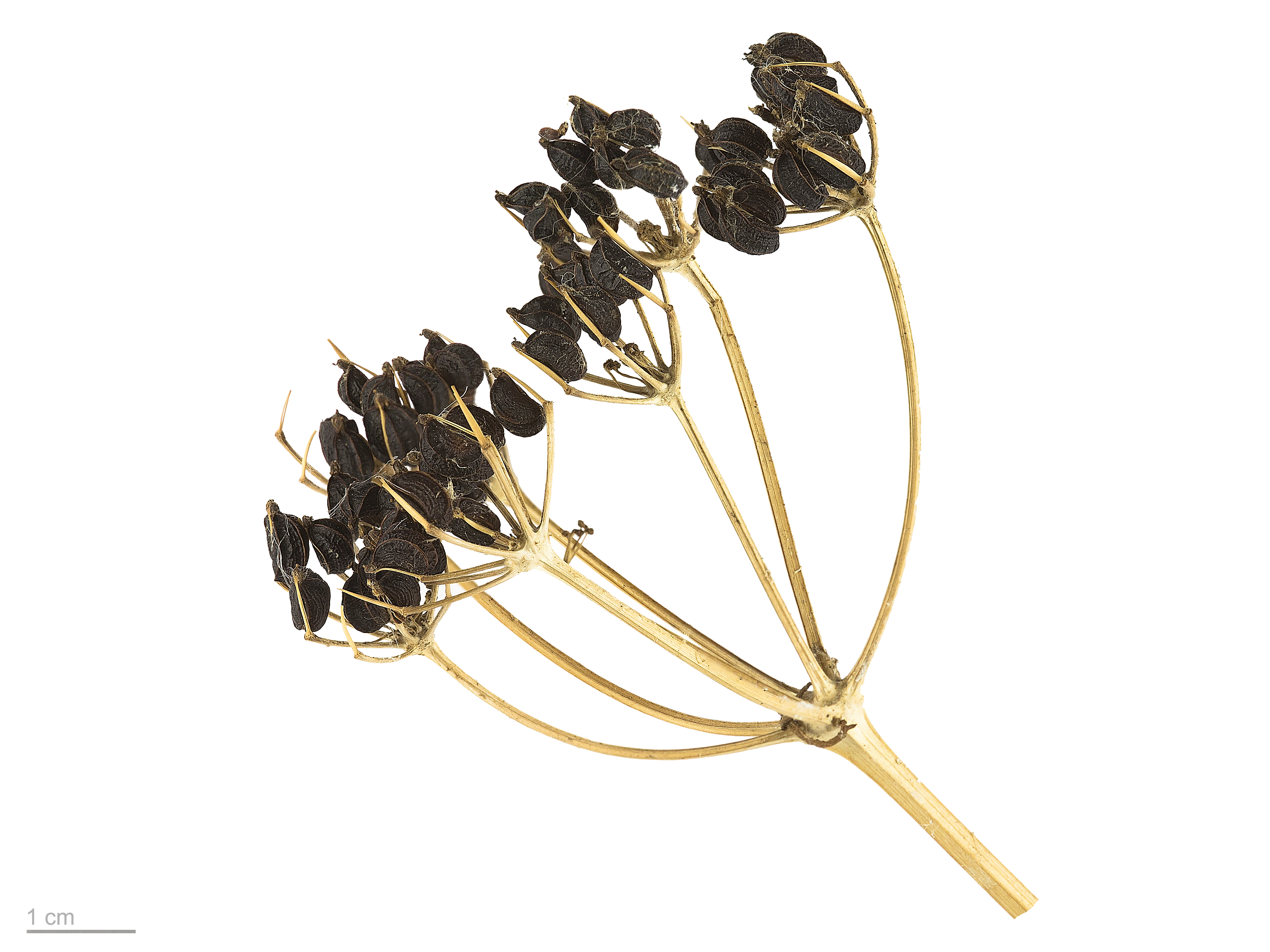
Плоды

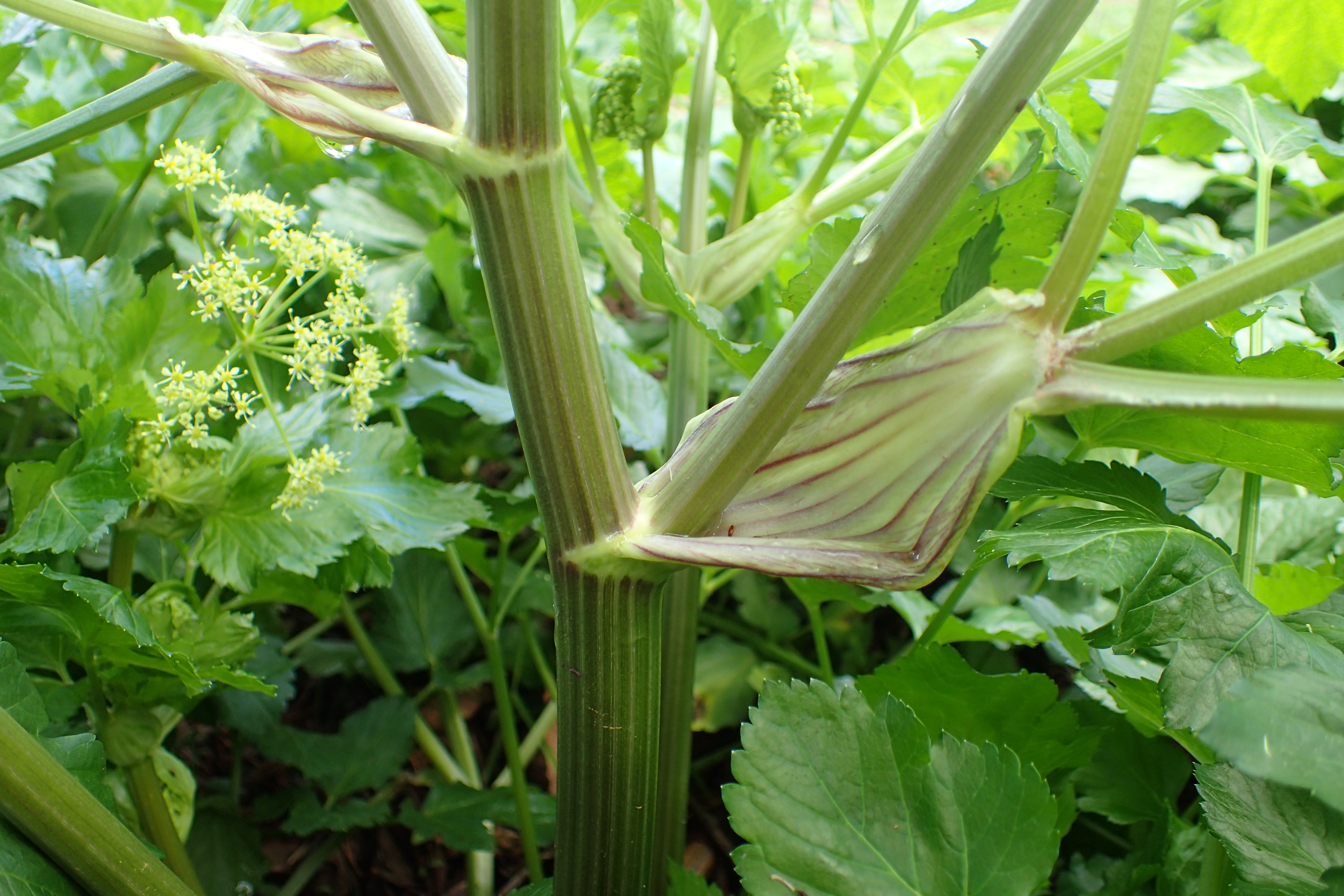
Стебель

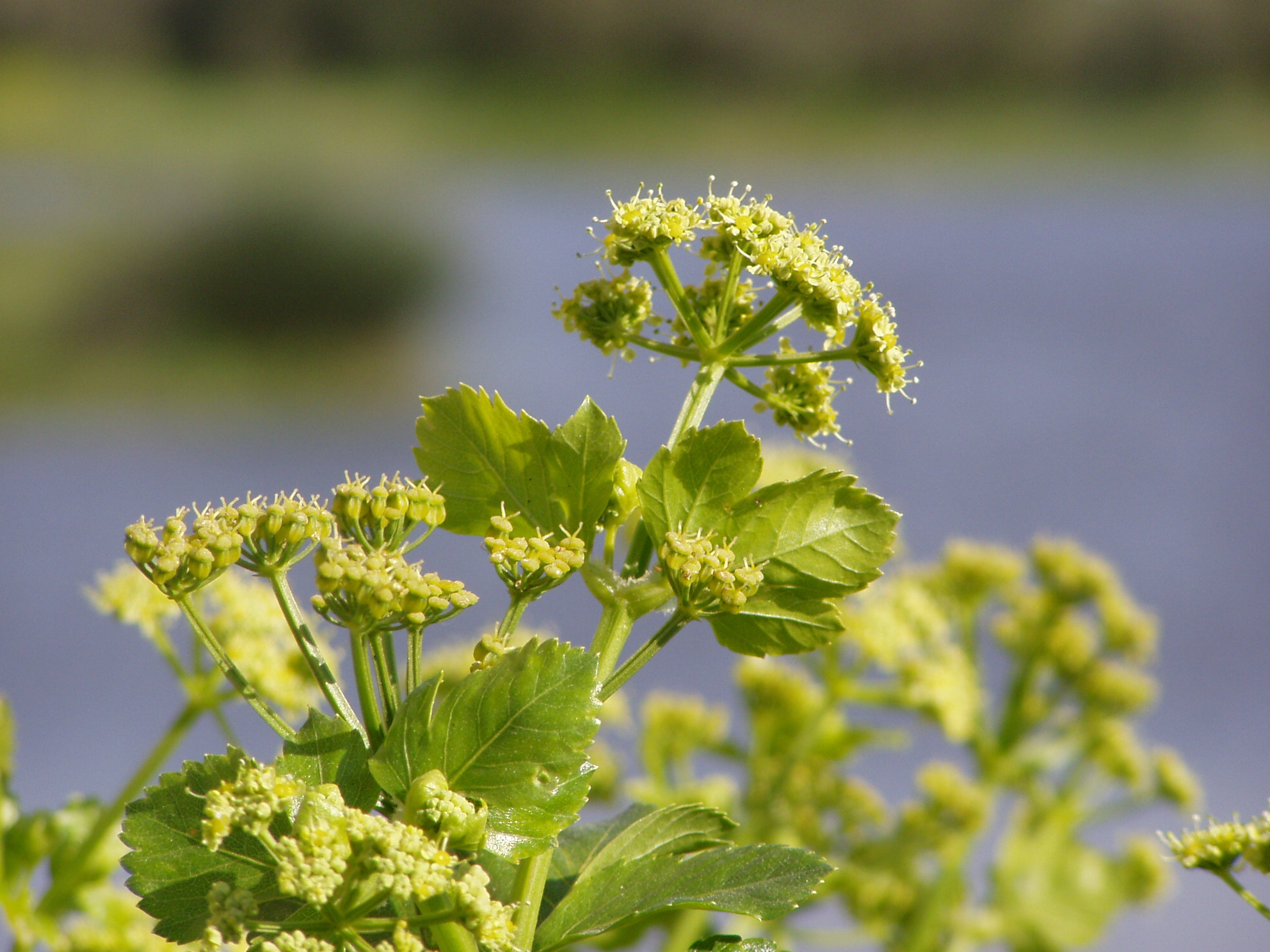
Соцветие и листья

Высота растения — от 50 до 150 см. Корневище утолщенное, яйцевидное. Стебель облиственный, твёрдый, с возрастом становится полым. Листья тройчато рассечённые зубчатые, тёмно-зелёные, блестящие, голые, не мясистые. Зонтичные соцветия на ножках сидячие, с 6—10 неодинаковыми по длине голыми лучами, зеленовато-жёлтые. Плоды 2,5—3,5 мм длиной, почти чёрные, блестящие.

## Значение и применение
Ранее смирния заменяла во многих блюдах европейских кухонь сельдерей. Благодаря своему вкусу, который можно описать как промежуточный между сельдереем и петрушкой, используется в рыбных блюдах и супах. В пищу идут стебли, почки и листья растения.

### История применения в медицине
Согласно Теофрасту (371 г до н. э. — 287 г до н. э.) и Плинию Старшему (23 — 79 г н. э.), корни смирнии являются диуретиком (мочегонным), из листьев делали исцеляющий сок от порезов, а измельченные семена были популярной приправой. Плиний рекомендует жевать утром смирнию овощную с семенами аниса, добавив немного мёда, чтобы подсластить дыхание.